# Niculițel
Niculițel là một xã thuộc hạt Tulcea, România. Dân số thời điểm năm 2002 là 4759 người.